# 黑鹰式主战坦克

主結構

黑鷹主戰坦克（俄语：/Объект 640，內部代號640工程），是苏联及俄羅斯的一款已于2001年取消的主战坦克研發方案。

## 沿革
80年代中期为了应对西方的豹2与M1艾布拉姆斯等新型坦克，苏联开始了一系列改进T-80主战坦克的计划。列宁格勒基洛夫机械制造厂研发了一款以T-80U底盘为基础的设计，即黑鹰坦克。莫洛佐夫运输机械制造厂研制的铁锤主战坦克和下塔吉尔乌拉尔机车车辆厂研制T-95主力戰車原本较为看好，这款黑鹰坦克的设计并没有太多关注。但是另外两个方案随后因为创新技术较多，自己需求太大反而在苏联解体后陷入瓶颈，该计划的设计却被提上了日程，虽然在1997年鄂木斯克地面武器展览会上，展出的只不过是一辆在T-80UM底盘上安装了一个假炮塔的坦克。
黑鹰主战坦克采用与西方第三代主战坦克相似的尾舱式大倾角炮塔，车长和炮长的位置分左右布置，顶部安置了3具后视潜望镜，指挥塔四周安装有5具潜望镜，正前方安装了1具热像仪。可探测30千米范围内直升机的传感器及RPz-86M型防雷达探测涂层属于较新的技术，其他则多来自T-80部件的改良，车内也安装有符合潮流的空调系统、抗干扰数字化保密通信系统、卫星导航定位系统等当时已经相当成熟的科技。为了解决火力不足的问题，俄声称已研制成功新型135毫米和140毫米火炮，但直到最后黑鹰依然使用125毫米火炮，并没有资料证明达到实战标准的更大口径火炮。新型尾舱式自动装弹机由弹仓、输弹机和推弹机构组成呈长方形，储存待弹30～35发。补弹时不同弹种炮弹可任意码放，电脑会自动记忆下它们的位置。当需要某种炮弹时计算机会自动选取离炮尾最近的这种类型弹。

## 取消
苏联解体后前加盟各国国防工业严重萎缩，只剩下俄罗斯的鄂木斯克设计局和乌克兰的卡尔科夫马利舍夫设计局仍然在生产T-80系列，后来列宁格勒基洛夫机械厂宣布停产，设计就被转交给了鄂木斯克设计局。車臣戰爭後由於戰爭中的糟糕表現，俄羅斯已宣布不再採購包括T-80在內的使用燃氣輪機的戰車。黑鷹的命運可以說和這場戰爭息息相關，該戰役中大量坦克因為指揮失誤進入城市巷戰，遭到步兵反坦克武器近距離轟炸而折損，狹小的街道讓戰車部隊動彈不得。
戰後檢討發現高價的燃氣輪機雖然在廣闊平原上有機動力優勢，但未來非對稱戰爭也許多發生在城市巷戰，機動力優勢不明顯，大火力火炮也沒有必要，反而主動防禦力和攻擊高仰角大樓上的能力至關重要。俄軍方最后于2001年停止了所有传统思维坦克的研发计划，其中就包括了黑鹰。除此之外，由于有限的资金被重点拨给了乌拉尔机车车辆厂，鄂木斯克厂的运营状况逐渐恶化。2002年鄂木斯克设计局申请破产。2004年鄂木斯克厂的武器设计部门被并入了乌拉尔机车车辆厂，车辆生产部门则于2007年被并入了圣彼得堡克里莫夫运输机械生产厂。目前俄罗斯政府不再打算重启黑鹰坦克计划，计划的产权则归属乌拉尔厂拥有。不过据说黑鹰坦克的一部分设计理念，后来被在俄罗斯最新的T-14阿玛塔主战坦克设计研发当中得到了应用。